# NGC 865
NGC 865 je galaksija u zviježđu Trokut.

## Vanjske poveznice
- SEDS: NGC 865